# Ukraińska Partia Narodowo-Demokratyczna (1942)
Ukraińska Partia Narodowo-Demokratyczna (UNDP, ukr. У.Н.-Д.П., również Ukraińska Partia Ludowo-Demokratyczna) – ukraińska partia polityczna działająca od początku 1942 do 1945, głównie na Wołyniu i Polesiu, później na emigracji.
Powstała wskutek połączenia Ukraińskiej Partii Robotników i Chłopów z kilkoma lewicowymi grupami. Jej liderami byli Iwan Mitrynga i Borys Łewyćkyj. W czerwcu 1943 do partii wstąpił Taras Boroweć, i to on przejął rzeczywiste kierownictwo tej partii. W sierpniu 1943 partia praktycznie zaprzestała działalności, a w listopadzie 1943 jej lider Taras Boroweć został aresztowany przez władze niemieckie.
UNDP powstała jako organizacja lewicowo-demokratyczna. W swoim manifeście jednocześnie krytykowała niemiecką politykę okupacyjną oraz podstawy ideowe i praktyczną działalność OUN-B, która ją zwalczała. UNDP nie rozwinęła szerszej działalności i szybko się rozwiązała. Do kierownictwa partii, oprócz Iwana Mitryngi, należeli W. Turczmanowycz i W. Rybak.
W 1944 Taras Boroweć po uwolnieniu podjął próbę reaktywacji partii na emigracji w Niemczech. Przedstawiciele partii brali udział w działaniach Ukraińskiej Rady Narodowej. Jednak w 1945 większość członków partii (wraz z Borowciem) wstąpiła do Ukraińskiej Partii Rewolucyjno-Demokratycznej (URDP) Iwana Bahrianego, tworząc jej lewe skrzydło, zwane grupą "Wpered".
W 1950 Boroweć i jego zwolennicy wystąpili z URDP, i podjęli jeszcze jedną próbę reaktywacji partii, jednak zakończyła się ona niepowodzeniem.